# العلاقات التشادية الفرنسية
العلاقات التشادية الفرنسية هي العلاقات الثنائية التي تجمع بين تشاد وفرنسا.

## مقارنة بين البلدين
هذه مقارنة عامة ومرجعية للدولتين:
| وجه المقارنة                                              | تشاد                      | فرنسا                                                    |
| --------------------------------------------------------- | ------------------------- | -------------------------------------------------------- |
| المساحة (كم2)                                             | 1.28 مليون                | 643.80 ألف                                               |
| عدد السكان (نسمة)                                         | 15.23 مليون               | 67.12 مليون                                              |
| الكثافة السكانية (ن./كم²)                                 | 11.9                      | 104.26                                                   |
| العاصمة                                                   | انجمينا                   | باريس                                                    |
| اللغة الرسمية                                             | لغة فرنسية، اللغة العربية | لغة فرنسية                                               |
| العملة                                                    | فرنك وسط أفريقي           | يورو، فرنك س ف ب، فرنك فرنسي، Livre tournois ‏            |
| الناتج المحلي الإجمالي (بليون دولار)                      | 9.98 مليار                | 2.58 تريليون                                             |
| الناتج المحلي الإجمالي (تعادل القوة الشرائية) بليون دولار | 30.54 مليار               | 2.87 تريليون                                             |
| الناتج المحلي الإجمالي الاسمي للفرد دولار أمريكي          | 775                       | 36.20 ألف                                                |
| الناتج المحلي الإجمالي للفرد دولار أمريكي                 | 2.18 ألف                  | 39.33 ألف                                                |
| مؤشر التنمية البشرية                                      | 0.392                     | 0.888                                                    |
| رمز المكالمات الدولي                                      | +235                      | +33                                                      |
| رمز الإنترنت                                              | .td                       | .fr، .bzh ‏، .tf، .re، .wf، .yt، .pm، .paris              |
| المنطقة الزمنية                                           | ت ع م+01:00               | أوروبا/باريس ‏، توقيت وسط أوروبا، توقيت وسط أوروبا الصيفي |

## مدن متوأمة
في ما يلي قائمة باتفاقيات التوأمة بين مدن تشادية وفرنسية:
- ترتبط انجمينا مع تولوز باتفاقية توأمة.

## منظمات دولية مشتركة
يشترك البلدان في عضوية مجموعة من المنظمات الدولية، منها:
| علم المنظمة | اسم المنظمة                               | تاريخ انضمام تشاد | تاريخ انضمام فرنسا |
| ----------- | ----------------------------------------- | ----------------- | ------------------ |
|             | مؤسسة التنمية الدولية                     | 7 نوفمبر 1963     | 30 ديسمبر 1960     |
|             | يونسكو                                    | 19 ديسمبر 1960    | 4 نوفمبر 1946      |
|             | وكالة ضمان الاستثمار متعدد الأطراف        | 11 يونيو 2002     | 28 ديسمبر 1989     |
|             | الأمم المتحدة                             | 20 سبتمبر 1960    | 24 أكتوبر 1945     |
|             | الاتحاد البريدي العالمي                   | ?                 | ?                  |
|             | البنك الدولي للإنشاء والتعمير             | 10 يوليو 1963     | 27 ديسمبر 1945     |
|             | الاتحاد الدولي للاتصالات                  | 25 نوفمبر 1960    | 1866               |
|             | منظمة حظر الأسلحة الكيميائية              | ?                 | ?                  |
|             | مؤسسة التمويل الدولية                     | 2 أبريل 1998      | 20 يوليو 1956      |
|             | المركز الدولي لتسوية المنازعات الاستشارية | 14 أكتوبر 1966    | 20 سبتمبر 1967     |
|             | منظمة التجارة العالمية                    | ?                 | 1995               |
|             | منظمة الشرطة الجنائية الدولية             | ?                 | ?                  |
|             | البنك الإفريقي للتنمية                    | ?                 | ?                  |

## أعلام
هذه قائمة لبعض الشخصيات التي تربطها علاقات بالبلدين:
- أنايس مالي (عارضة فرنسية، 22 يناير 1991 – )
- سانا ألتاما (لاعب كرة قدم فرنسي، 23 يوليو 1990[21] – )
- سيلفان إدانغار (لاعب كرة قدم فرنسي، 8 مارس 1984[22] – )
- فريديريك نيماني (لاعب كرة قدم فرنسي، 8 أكتوبر 1988[23] – )

## وصلات خارجية
- موقع وزارة الخارجية الفرنسية